# Steven Symms
Steven Symms (Nampa, 1938. április 23. – Leesburg, 2024. augusztus 8.) az Amerikai Egyesült Államok szenátora (Idaho, 1981–1993).